# ガブリエラ・アンデルセン
ガブリエラ・アンデルセン（Gabriela Andersen-Schiess、1945年3月20日-）は、スイスの元陸上競技選手。デンマーク人の血を引く。
1984年8月5日に開催されたロサンゼルスオリンピックの女子マラソンに出場した。現在はアメリカ合衆国でスキーのインストラクターをしている。
ロサンゼルスオリンピックでの極度の体調不良の中でゴールをしたことから世界中から注目の的となった。

## ロサンゼルスオリンピック
1984年のロサンゼルスオリンピックでは女子マラソンが競技種目に新たに加わり、アメリカのジョーン・ベノイトが、2時間24分52秒の記録で金メダルを獲得。ベノイトのゴールから約20分後、競技場の観客が目にしたものは、ふらつきながらゴールに向かい歩み続けているアンデルセンの姿だった。
当時のルールでは定められた4～5のスポットでしか給水出来ず、アンデルセンは最後のスポットでの給水に失敗していた。
その様子から熱中症にかかっていることは誰の目にも明らかだったが、トラックサイドの係員に対しアンデルセンはゴールする意思表示をしていた。一方で、トラックサイドの医師はアンデルセンがまだ汗をかいていたことから、体の恒常性が保たれていると判断し、ゴールラインを割るまで続けさせた。
アンデルセンの右足はほとんど動いておらず、右手はぶらつき夢遊病者のような中、競技場の大観衆の声援の後押しによって、競技場に入ってから5分44秒後、2時間48分42秒の37位で完走を果たした。ゴールすると同時に、係員に抱え込まれ医務室に運ばれたが、大事には至らなかった。余談だがこの競技でアンデルセンが最下位だったと思われがちだが、アンデルセンに遅れてゴールした選手が数人いるほか、増田明美など途中棄権者もいた。
レース後、アンデルセンは「他のマラソン大会なら棄権していました。でも、五輪の歴史的な大会だったので、どうしてもゴールしたかったのです」「私自身の事がかなり大きく報道されていたんですが、私よりも最後まできちんと走って、ゴールした選手達の方をもっと取り上げるべきだと思ってます」と語っている。その後も自伝において「人生最悪のレース」とも記述している。
大会後、五輪発祥の地・ギリシャよりギリシャ旅行を贈呈されている。また翌1985年1月開催の大阪国際女子マラソンにも出場、2時間37分17秒で5位に入賞し、日本でも大きな話題となった。